# Joc video de supraviețuire
Jocurile de supraviețuire sunt un subgen de jocuri video de acțiune care de obicei plasează jucătorul cu un minim de obiecte necesare într-un mediu open-world, unde trebuie să adune resurse, să construiască unelte, arme și adăpost, și să supraviețuiască cât mai mult timp posibil. Multe jocuri de supraviețuire sunt bazate pe medii persistente generate întâmplător sau procedural, cele mai recente putând fi jucate online și cu mai mulți jucători pe o singură lume persistentă. Jocurile de supraviețuire sunt în general de tip deschis, fara un scop anume.

## Istoric
Primul joc considerat a fi un exemplu al genului jocurilor de supraviețuire este UnReal World, creat de Sami Maaranen în 1992 și care înca este dezvoltat în prezent. Jocul a fost bazat pe o abordare roguelike, folosind grafica ASCII de care erau capabile computerele la acea vreme, și punea jucătorul în condițiile aspre ale Finlandei din Epoca Fierului. Față de roguelike-urile tradiționale unde exista un scop de atins, singurul scop al lui UnReal World a fost de a supraviețui cât mai mult posibil împotriva creaturilor sălbatice și a pericolelor create de vremea friguroasă. Wurm Online e și el considerat un predecesor timpuriu al jocurilor de supraviețuire. Ca și MMORPG, jocul îi plasa pe jucători ca și caractere într-un cadru medieval, permițându-le sa teraformeze terenul, să creeze cladiri și, efectiv, să își creeze propriile regate. Dezvoltarea inițiala a început în 2003 de către Rolf Jansson și Markus Persson. Chiar dacă Persson a plecat in jurul anului 2007, jocul continuă sa fie administrat și extins în prezent.
Persson a devenit esențial în dezvoltarea Minecraft, titlu care este considerat a fi adus popularitate genului jocurilor dr supraviețuire. Cu lansarea publică inițială în 2009, Minecraft se concentreaza pe adunarea resurselor și construire într-o lume generată procedural, jucatorii trebuind să se apere singuri noaptea.
Un alt titlu-cheie în genul jocurilor de supraviețuire este DayZ. A fost lansat inițial ca mod în 2012 pentru ARMA 2, dar din cauza popularității, a fost extins mai târziu într-un joc standalone. Jocul îi plasează pe jucători în urmările unei apocalipse zombi , fiind necesar ca personajele să evite hoardele de zombi în timp ce caută resurse printre rămășițele civilizației umane.
Ca rezultat al succesului Minecraft și DayZ, genul jocurilor de supraviețuire a început să vadă numeroase titluri lansate din 2012. Unii au considerat ca piața a devenit saturată cu multe titluri bazate pe aceeași scenă post-apocaliptică, clone ale unor jocuri mai populare, și titluri lansate ca încercări rapide de a face bani folosind modelele Early Access.

## Lista jocurilor de supraviețuire
| An   | Titlu                         | Dezvoltator(i)                   | Platforme | Observații                                     |
| ---- | ----------------------------- | -------------------------------- | --- | ---------------------------------------------- |
| 1992 | UnReal World                  | Enormous Elk                     | Microsoft Windows |                                                |
| 1994 | Robinson's Requiem            | Silmarils                        | Microsoft Windows, Atari Falcon, Atari ST, Amiga |                                                |
| 1999 | Survival Kids                 | Konami                           | Game Boy, Game Boy Color |                                                |
| 2003 | Stranded                      | Unreal Software                  | Microsoft Windows |                                                |
| 2005 | Pathologic                    | Ice-Pick Lodge                   | Microsoft Windows | Un remake stabilit pentru toamna lui 2016      |
| 2011 | Terraria                      | Re-Logic                         | Microsoft Windows |                                                |
| 2011 | Minecraft                     | Mojang                           | Microsoft Windows, OS X, Linux, Android, iOS, Windows Phone, Xbox 360, Xbox One, PlayStation 3, PlayStation 4, PlayStation Vita, Raspberry Pi, Universal Windows Platform, Wii U |                                                |
| 2012 | I Am Alive                    | Ubisoft Shanghai șiDarkworks     | Microsoft Windows, Xbox 360, Playstation 3 |                                                |
| 2012 | Infestation: Survivor Stories | Hammerpoint Interactive          | Microsoft Windows | Anterior cunoscut ca WarZ                      |
| 2012 | Miasmata                      | IonFX                            | Microsoft Windows |                                                |
| 2013 | DayZ (mod)                    | Dean Hall                        | Microsoft Windows | Mai târziu lansat ca joc standalone            |
| 2013 | Don't Starve                  | Klei Entertainment               | Microsoft Windows, OS X, Linux | Don't Starve Together a fost lansat mai târziu |
| 2013 | Day One: Garry's Incident     | Wild Games Studio                | Microsoft Windows | A stârnit controverse                          |
| 2013 | How to Survive                | EKO Software                     | Microsoft Windows, PlayStation 3, PlayStation 4, Xbox 360, Xbox One, Wii U |                                                |
| 2013 | Starbound                     | Chucklefish Games                | Microsoft Windows | Stadiu Beta                                    |
| 2013 | Rust                          | Facepunch Studios                | Microsoft Windows | Stadiu Alpha                                   |
| 2013 | 7 Days to Die                 | The Fun Pimps                    | Microsoft Windows, OS X, Linux | Stadiu Alpha                                   |
| 2014 | FarSky                        | Farsky Interactive               | Microsoft Windows, OS X, Linux |                                                |
| 2014 | The Forest                    | Endnight Games                   | Microsoft Windows | Stadiu Alpha                                   |
| 2014 | The Long Dark                 | Hinterland                       | Microsoft Windows, OS X, Linux | Stadiu Alpha                                   |
| 2014 | Miscreated                    | Entrada Interactive              | Microsoft Windows | Stadiu Alpha                                   |
| 2014 | Rising World                  | JIW-Games                        | Microsoft Windows, OS X, Linux |                                                |
| 2014 | Subnautica                    | Unknown Worlds Entertainment     | Microsoft Windows, OS X | Stadiu Alpha                                   |
| 2015 | Stranded Deep                 | BEAM Team Games                  | Microsoft Windows, OS X, Linux | Stadiu Alpha                                   |
| 2015 | Savage Lands                  | DigitalDNA Games                 | Microsoft Windows, OS X, Linux | Stadiu Alpha                                   |
| 2015 | Dyscourse                     | Owlchemy Labs                    | Microsoft Windows, OS X, Linux |                                                |
| 2015 | Out of Reach                  | Space Boat Studios               | Microsoft Windows, OS X, Linux | Stadiu Alpha                                   |
| 2015 | Life is Feudal: Your Own      | Bitbox                           | Microsoft Windows | Stadiu Alpha                                   |
| 2015 | Hurtworld                     | Bankroll Studios                 | Microsoft Windows, OS X | Stadiu Alpha                                   |
| 2015 | Reign Of Kings                | Bankroll Studios                 | Microsoft Windows, OS X | Stadiu Alpha                                   |
| 2016 | Better Late Than DEAD         | Odin Game Studio                 | Microsoft Windows, OS X, PlayStation 4 |                                                |
| 2016 | The Culling                   | Xaviant Games                    | Microsoft Windows | Stadiu Alpha                                   |
| 2016 | H1Z1: Just Survive            | Daybreak Game Company            | Microsoft Windows | Stadiu Alpha                                   |
| 2016 | H1Z1: King of the Kill        | Daybreak Game Company            | Microsoft Windows, PlayStation 4, Xbox One |                                                |
| 2016 | Ark: Survival Evolved         | Studio Wildcard / Instinct Games | Microsoft Windows, OS X, Linux, PlayStation 4, Xbox One | Stadiu Alpha                                   |
| 2016 | We Happy Few                  | Compulsion Games                 | Microsoft Windows, OS X, Linux, Xbox One |                                                |
| 2016 | No Man's Sky                  | Hello Games                      | Microsoft Windows, PlayStation 4 |                                                |
| 2016 | Fragmented                    | Above and Beyond Technologies    | Microsoft Windows | Acces timpuriu                                 |